# Gregory Chaitin
Gregory John Chaitin (25 de junho de 1947) é um matemático e cientista da computação argentino-estadunidense.

## Matemática e ciência da computação
A partir de 2009 Chaitin trabalhou em metabiologia, um campo paralelo da biologia que lida com a teoria da evolução dos softwares artificiais (programa de computador) ao invés do DNA.
A partir dos anos 1960, Chaitin fez contribuições para a teoria da informação algorítmica e metamatemática, em particular um novo teorema da incompletude, em reação ao teorema  da incompletude de Gödel. Ele participou do Bronx High School of Science e City College of Nova York, onde ele (ainda na adolescência) desenvolveu as teorias que levaram à sua descoberta independente da complexidade de Kolmogorov.
Chaitin definiu a constante Chaitin Ω, um número real cujo dígitos são equidistribuídos, e que é por vezes informalmente descrito como uma expressão da probabilidade de que um programa aleatório será interrompido. Ω tem a propriedade matemática que é decidível mas não computável.
Um trabalho precoce de Chaitin sobre a teoria da informação algorítmica ocorreu paralelo com o trabalho anterior de Kolmogorov.
Chaitin foi também o primeiro usuário da coloração de grafos para fazer alocação de registros durante a compilação, um processo chamado de algoritmo de Chaitin.

## Outras contribuições acadêmicas
Chaitin também escreveu sobre filosofia, especialmente a metafísica, e a filosofia da matemática (em particular sobre questões epistemológicas da matemática). Na metafísica, Chaitin afirma que a teoria da informação algorítmica é a chave para resolver problemas no campo da biologia (a obtenção de uma definição formal de "vida", sua origem e evolução) e neurociência (o problema da consciência e do estudo da mente).
De fato, em textos recentes, ele defende uma posição conhecida como filosofia digital. Na epistemologia da matemática, ele afirma que suas descobertas na lógica matemática e na teoria dos algoritmos mostram que existem "fatos matemáticos que são verdadeiras por qualquer razão, eles são verdadeiros por acidente. Eles são fatos matemáticos aleatórios". Chaitin propõe que os matemáticos devem abandonar qualquer esperança de provar esses fatos matemáticos e adotar uma metodologia semi-empírica.

## Prêmio
Em 1995, ele recebeu o grau de doutor honoris causa da ciência pela Universidade de Maine. Em 2002 foi-lhe dado o título de professor honorário pela Universidade de Buenos Aires, na Argentina, onde seus pais nasceram e onde Chaitin passou parte de sua juventude. Em 2007, ele recebeu uma Medalha de Leibniz pela Wolfram Research. Em 2009, foi-lhe dado o grau de doutor em filosofia honoris causa pela Universidade Nacional de Córdoba. Ele era um ex-pesquisador da IBM da Thomas J. Watson Research Center e agora é um professor da Universidade Federal do Rio de Janeiro.

## Crítíca
Alguns filósofos e lógicos discordam totalmente com as conclusões filosóficas que Chaitin retirou seus teoremas. O lógico Torkel Franzén critica a interpretação de Chaitin sobre o teorema de Gödel da incompletude e a explicação alegada por ele que o trabalho de Chaitin representa. 